# Verfassung Ghanas
Die am 7. Januar 1993 in Kraft getretene Verfassung von 1992 (engl. Constitution of the Republik of Ghana 1992) regelt die Grundordnung der vierten Republik Ghanas. Sie umfasst insgesamt 299 Paragraphen in 26 Abschnitten.

## Stellung der Verfassung
In Abschnitt 1 (Paragraphen 1 bis 3) ist geregelt, dass das Volk von Ghana der Souverän ist. Die Staatsmacht soll im Namen und zum Wohle des Volkes ausgeübt werden. Der Vorrang der Verfassung wird normiert. Der Supreme Court wird ermächtigt die Deklaration der Verfassung zu überprüfen.
Ausdrücklich wird es dem Parlament untersagt ein Einparteiensystem einzurichten. Den Bürgern Ghanas wird das Recht eingeräumt sich jederzeit gegen eine Verletzung der Verfassung zur Wehr zu setzen.

## Staatsgebiet

Die Regionen Ghanas

Abschnitt 2 (Paragraphen 4 bis 5) der Verfassung regelt grundsätzlich das Staatsgebiet sowie die Staatsangehörigkeit. Das Staatsgebiet besteht aus einer einheitlichen Republik auf dem Gebiet der Regionen, die unmittelbar vor dem Inkrafttreten der Verfassung auf ghanaischem Gebiet, dem Seegebiet und dem Luftraum bestanden. Der Präsident kann durch Staatsakt eine neue Region bestimmen, die Grenzen einer Region ändern oder die Zusammenlegung von Regionen bestimmen.

## Staatsbürgerrechte
Abschnitt 3 (Paragraphen 6 bis 10) regelt die Staatsbürgerrechte. Jede Frau, die mit einem Ghanaer verheiratet ist, hat die Staatsbürgerschaft automatisch inne. Jeder Mann, der mit einer Ghanaerin verheiratet ist, bekommt die Staatsbürgerrechte erst nach einem Antragsverfahren. Kinder unter 7 Jahren, die in Ghana gefunden werden und keinen Eltern zugeordnet werden können, gelten als Staatsangehörige Ghanas.

## Rechtssystem
Abschnitt 4 (Paragraph 11) regelt das geltende Recht in Ghana. Ghanas Recht ist auf der Basis des Common Law aufgebaut. Ausdrücklich wird in der Verfassung das Recht der einzelnen Ethnien und Gemeinschaften in Ghana als Customary Law anerkannt. Die Absätze 5 und 6 normieren ausdrücklich, dass Gesetze, Gewohnheitsrechte und andere Rechtssätze, die bereits vor der Verfassung in Kraft waren, durch das Inkrafttreten der Verfassung nicht ihre Wirkung verlieren und geschützt werden vor Änderungen auf Grund der Verfassung. Damit hat das alte Rechtssystem eine Bestandsgarantie erhalten.

## Menschenrechte

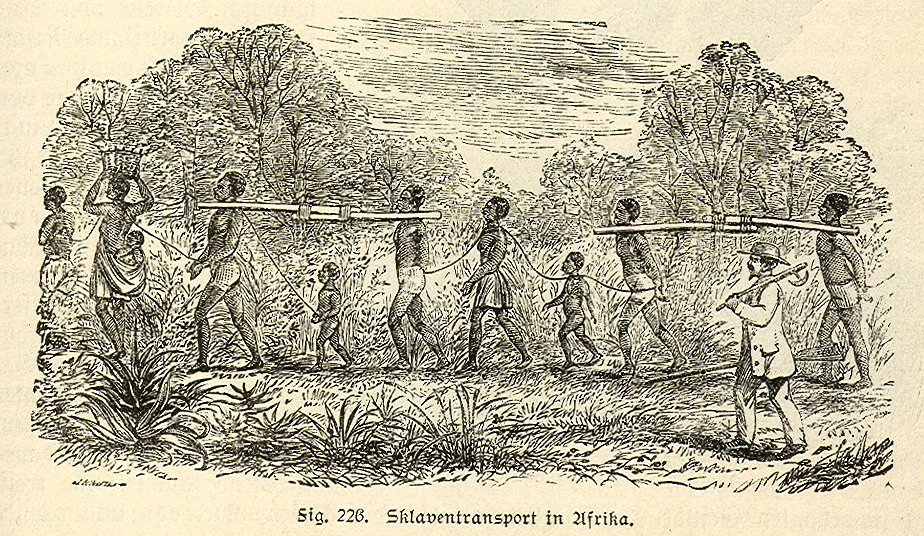
Die heutige Verfassung Ghanas wurde mit Blick auf die Geschichte der Sklaverei entwickelt

Abschnitt 5 (Paragraphen 12 bis 33) der Verfassung regelt umfänglich die Menschenrechte und Grundfreiheiten auf 9 engbedruckten DIN-A4 Seiten. Alle Männer, Frauen und Kinder können sich auf diese Rechte berufen. Neben der Menschenwürde sind Glaubensfreiheit, Gewissensfreiheit, Versammlungsfreiheit, Recht auf Gewerkschaftsmitgliedschaft, Freiheit der Lehre, Religionsfreiheit, Redefreiheit, Pressefreiheit, Informationsfreiheit, Rundfunkfreiheit und die Garantie auf Eigentum und das Erbrecht des Ehepartners normiert. Jeder Mensch hat nach der Verfassung ein Recht auf Arbeit, die befriedigend, sicher und gesund ist. Zudem hat der Grundsatz „Gleiches Geld für gleiche Arbeit“ Verfassungsrang. Jeder Mensch hat freien Zugang zur Bildung. Mutterschutz genießt ebenfalls Verfassungsrang. Der Grundsatz des Fairen Verfahrens ist grundlegender Teil des Rechtssystems.
Behinderten Menschen wird das Recht gewährt in ihren Familien leben zu dürfen. Soweit die Unterbringung in einer Einrichtung notwendig ist, wurde für behinderte Menschen in Ghana das Recht auf einen vergleichbaren Lebensstandard mit Nichtbehinderten Menschen statuiert.
Ausdrücklich gilt ein Verbot der Folter und der Sklaverei. Die Gleichheit vor dem Gesetz ist normiert. Es gilt die Gleichheit vor dem Gesetz unabhängig von Rasse, Geschlecht, Alter, Hautfarbe, ethnischer Zugehörigkeit, Religion, Überzeugung oder dem sozialen und dem wirtschaftlichen Status. Die sexuelle Orientierung wird in der Verfassung nicht erwähnt.

## Verwaltungsprinzipien
Abschnitt 6 (Paragraphen 34 bis 41) der Verfassung befasst sich mit den Verwaltungsprinzipien. Die Pflichten des Präsidenten sind hier geregelt. Die Grundregeln des staatlichen Handelns umfassen die Verpflichtung des Staates
- die Unabhängigkeit zu schützen
- die Menschenrechte und Grundfreiheiten zu achten und zu gewährleisten
- die demokratische Grundordnung zu wahren
- die wirtschaftlichen Prozesse zu maximieren und zum Wohle aller zu steuern
- die wirtschaftlichen Grundlagen der Menschen zu vereinheitlichen
- Bildungseinrichtungen einzurichten inklusive der Grundlage einer lebenslangen Bildung
- die Sprachen Ghanas zu schützen
- außenpolitisch die Interessen Ghanas zu vertreten, insbesondere den fairen Handel zu fördern

## Repräsentanten des Volkes
Abschnitt 7 (Paragraphen 42 bis 56) regelt neben dem Wahlrecht auch die Wahlkommission und die politischen Parteien.

### Wahlrecht
Abschnitt 7 (Paragraphen 42 bis 44) regelt das Wahlrecht und verpflichtet zur Einrichtung einer Wahlkommission. Ghana wird in diesem Abschnitt in Wahlbezirke eingeteilt deren Anzahl immer der Anzahl der Sitze im Parlament entsprechen muss. Die Wahl ist in Ghana geheim. Die einfache Mehrheit reicht bei der Wahl der Parlamentsmitglieder aus, um als gewählt zu gelten. Ist nur ein Kandidat nominiert, so findet keine Wahl statt, der Kandidat wird ernannt.

### Wahlkommission
Abschnitt 7 (Paragraphen 45 bis 54) befasst sich mit den Aufgaben der Wahlkommission.

### Politische Parteien
Politische Parteien werden in den Paragraphen 55 und 56 im Abschnitt 7 geregelt. Jeder hat das Recht eine politische Partei zu gründen. Die Parteien werden verpflichtet eine nationale Interessenvertretung zu sein und sich nicht religiösen, ethnischen oder anderen Unterteilungen zu verschrieben. Nur ghanaischen Staatsangehörigen ist es erlaubt Spenden oder ähnliches an eine politische Partei in Ghana zu geben.
Siehe auch: Liste der politischen Parteien in Ghana

## Exekutive

John Agyekum Kufuor

Abschnitt 8 (Paragraphen 57 bis 88) der Verfassung Ghanas trifft Regelungen zu Exekutive in Ghana. Paragraph 58 in diesem Abschnitt regelt für das Präsidentenamt die Stellung als Staatsoberhaupt, Kopf der Regierung und Obersten Befehlshaber der Armee. Der Präsident darf während seiner Amtszeit kein Mitglied eines Gerichts sein. Auch andere Positionen sind für einen Präsidenten ausgeschlossen. So kann er nicht Leiter einer Universität sein oder einen anderen Beruf ausüben, der ihm Profit bringt. Ein aus dem Amt geschiedener Präsident genießt für die Dauer von drei Jahren Immunität. Dem Präsidenten ist es nicht gestattet das Land zu verlassen, bevor er nicht schriftlich die Erlaubnis vom Sprecher des Parlamentes bekommen hat. Dem Präsidenten wird ein Vizepräsident zur Seite gestellt.
Zum Präsidenten kann in Ghana nur ein Staatsbürger gewählt werden, der diesen Status bereits seit seiner Geburt hat sowie älter ist als 40 Jahre und zum Parlamentarier gewählt werden kann. Als gewählt gilt ein Kandidat zum Präsidentenamt nur, wenn er mehr als 50 Prozent der abgegebenen Stimmen auf sich vereinigt (Paragraph 63). Soweit es in einem ersten Wahlgang keinem der Kandidaten gelingt, die erforderlichen Stimmen auf sein zu vereinigen, kommt es zwischen den beiden erfolgreichsten Kandidaten zu einer Stichwahl. Die Präsidentenwahl kann vom Supreme Court nach einer Petition eines Staatsbürgers Ghanas überprüft werden.
Ein Kandidat wird für vier Jahre gewählt und kann lediglich zwei Amtszeiten absolvieren.
Der Präsident hat sich verschiedener Berater zu bedienen, die sie gem. Paragraph 70 der Verfassung aus allen Bereichen der Politik zusammensetzen. Das Gehalt des Präsidenten wird vom Parlament festgesetzt. Der Präsident setzt die Gehälter der obersten Richter und verschiedener Kommissionen.
Das Kabinett in Ghana ist in Paragraph 76 in Abschnitt 8 beschrieben. Danach darf sich die Regierung neben dem Präsidenten und dem Vizepräsidenten nur aus 19 Ministern bestehen. Die Kabinettsmitglieder sollen den Präsidenten je nach ihren Aufgabengebieten unterstützen und hierzu regelmäßige Sitzungen abhalten. Die Minister werden vom Präsidenten aus den Mitgliedern des Parlamentes oder unter den Passiv als Parlamentsmitglied wählbaren Staatsbürgern ernannt. Dabei gilt der Grundsatz, dass die Mehrheit der Minister aus der Mitte des Parlaments zu wählen ist.
siehe auch: Politik in Ghana, Abschnitt vierte Republik in Liste der Regierungen Ghanas

### Nationaler Sicherheitsrat
In Paragraph 83 des Abschnitts 8 wird die Einrichtung eines Nationalen Sicherheitsrats (National Security Council) beschrieben. Neben der Regierung sind führende Mitglieder des Geheimdienstes, der Polizei, der Armee und andere Inhaber von Schlüsselpositionen neben 3 Vertrauten des Präsidenten berufen. Die Aufgabe des nationalen Sicherheitsrats ist die Überwachung der inneren und äußeren Sicherheit. Hierzu soll der Rat die relevanten Informationen zusammentragen und sammeln. Der Rat soll die notwendigen Schritte einleiten, um die Sicherheit Ghanas zu gewährleisten.

## Staatsrat
Abschnitt 9 (Paragraphen 89 bis 92) der Verfassung beschäftigt sich mit der Einrichtung eines Staatsrats (Council of State (Ghana)). Die Mitglieder werden durch die Präsidenten grundsätzlich unter Befragung des Parlamentes ernannt und sollen sich aus einem ehemaligen Chief Justice, einem ehemaligen Verteidigungsbeauftragten, einem ehemaligen Obersten Direktor der Polizei und dem Präsidenten des National House of Chiefs (Nationale Versammlung der Häuptlinge) bestehen. Zudem soll aus jeder Region in Ghana ein Repräsentant teilnehmen sowie elf andere Mitglieder, die allein vom Präsidenten ernannt werden. Der Rat des Staates soll dabei der Beratung des Präsidenten und jeder anderen Einrichtung nach der Verfassung dienen.

## Legislative
Abschnitt 10 (Paragraphen 93 bis 124) regelt die Legislative in Ghana. Das Parlament besteht gemäß den Regelungen des Abschnitts 10 der Verfassung aus mindestens 100 Mitgliedern. Das Parlament hat die Gesetzgebungskompetenz in Ghana. Als Mitglied des Parlamentes wählbar sind nur Staatsbürger Ghanas, die älter sind als 21 Jahre und registriert wurden. Zudem muss der Kandidat für einen Sitz in dem Parlament in dem Wahlbezirk leben, für den er sich zur Wahl stellt. Letztlich muss ein Kandidat alle seine Steuern gezahlt haben. Zudem trifft Abschnitt 10 einige Regelungen, die eine Wahl ins Parlament verhindert, wie beispielsweise eine vorangegangene Insolvenz oder die Verurteilung für ein schweres Verbrechen.
Das Parlament soll gemäß Paragraph 95 einen Sprecher ernennen, der aber nicht zwingend aus der Reihe der Parlamentarier stammen muss. Die Wahl des Parlaments unterliegt der Nachprüfung durch den obersten Gerichtshof.
Ein Gesetz gilt in der Regel als verabschiedet, wenn mehr als die Hälfte der anwesenden Stimmberechtigten zustimmen. Soweit ein Vertrag zur Abstimmung steht, der sich mit einer Beauftragung eines Unternehmens befasst, so sind Parlamentarier von der Abstimmung ausgeschlossen, soweit eigene Interessen sie mit diesem Unternehmen verbinden.
Dem Parlament ist es untersagt ein Gesetz zu erlassen, das die Entscheidung oder Abstimmung eines Gerichts beeinträchtigt oder abändert. Zur Erhöhung von Steuern ist das Parlament nicht berechtigt. Das Parlament hat durch Gesetz den Handel und die Wirtschaft zu regeln und zu lenken.
Im Parlament gilt die Redefreiheit, Debatierfreiheit und Abstimmungsfreiheit. Die Parlamentarier genießen Immunität und Indemnität.

## Judikative
Abschnitt 11 (Paragraphen 125 bis 161) regelt die Judikative in Ghana. Urteile ergehen in Ghana im Namen der Republik, die Judikative ist bei der Urteilsfindung lediglich der Verfassung unterworfen. Der gesamten Judikative steht der Chief Justice vor, dem ganz wesentliche Rechte bei der Ernennung der Richter aller höheren Gerichte zustehen. Die Judikative befasst sich mit allen rechtlichen Angelegenheiten des Staates, jedenfalls dem Strafrecht, dem Zivilrecht und anderen Gebieten, soweit das Parlament diese bestimmt.
Das Rechtssystem besteht aus dem Supreme Court, einer Art Verfassungsgericht, dem Court of Appeal, dem Berufungsgericht, dem High Court und Regional Tribunals (oberste Gerichte der Regionen), sowie anderen niedrigeren Gerichten, soweit das Parlament diese einrichtet. Nach der Verfassung sollen die Gerichte auch in administrativer und finanzieller Hinsicht von den anderen Staatsgewalten frei und unabhängig sein.
Siehe auch: Liste der Chief Justice's von Ghana

### Supreme Court
Der Supreme Court in Ghana ist das höchste Gericht des Landes. Der Supreme Court besteht neben dem obersten Richter (Chief Justice) aus nicht weniger als neun anderen Richtern. Ein Jurist kann erst nach fünfzehn Jahren Berufserfahrung, in denen er sowohl seine fachlichen Fähigkeiten unter Beweis gestellt hat, wie auch charakterliche und moralische Eignung bewiesen hat in das Amt des Verfassungsrichters berufen werden.
Der Supreme Court ist die letzte Instanz der Überprüfung der Urteile der anderen Gerichte. Dabei haben für den Supreme Court seine eigenen früheren Entscheidungen grundsätzlich bindende Wirkung. Alle anderen Gerichte Ghanas sind an die Rechtsentscheidungen und Rechtsentwicklungen durch den Supreme Court gebunden.
Der Supreme Court entscheidet in Fragen der Auslegung und Anwendung der Verfassung. Zudem ist der Supreme Court zuständiges Organ für die Feststellung der Überschreitung der Kompetenzen der anderen Staatsgewalten. Soweit bei einem anderen Gericht der ghanaischen Gerichtsbarkeit eine Frage zur Anwendung oder Auslegung der Verfassung Entscheidungsrelevanz erhält, hat dieses Gericht sein Verfahren auszusetzen und zunächst den Supreme Court in der Sachfrage anzurufen.
Soweit der Supreme Court als letzte Instanz über Urteile der Gerichtsbarkeit angerufen wird, ist der Rechtsweg zunächst über den Court of Appeal zu gehen. Besonders Fragen der Rechtsfortbildung sollen vom Supreme Court in letzter Instanz überprüft werden. Auf Antrag eines anderen Gerichts als dem Court of Appeal kann der Supreme Court eine Frage zur Entscheidung annehmen. Der Supeme Court überwacht zugleich die Arbeit der anderen Gerichte und kann Weisungen an die unteren Gerichte verbindlich abgeben.
Soweit der Supreme Court über Fragen der Auslegung und Anwendung der Verfassung entscheidet, sind an einem solchen Urteil sieben Richter beteiligt. Vor allem in Angelegenheiten als Instanzgericht besteht eine Kammer des Verfassungsgerichts grundsätzlich aus drei Richtern, jedoch können viele Angelegenheiten auch auf einen Einzelrichter übertragen werden.
Diese Übertragung auf den Einzelrichter kommt jedoch dann nicht in Betracht, wenn in strafrechtlichen Angelegenheiten, wenn ein Richter über einen Antrag entscheidet, kann die jeweils bei diesem Antrag unterlegene Seite (Staatsanwalt oder Angeklagter) eine Überprüfung der Entscheidung durch drei Richter fordern. Ferner ist in zivilrechtlichen Angelegenheiten eine Übertragung auf den Einzelrichter nicht möglich, soweit diese einer vorhergehenden Entscheidung des Supreme Court entgegensteht oder diese außer Kraft setzt. Hierfür ist dann eine Entscheidung von drei Richtern notwendig.
Der Supreme Court hat die ausschließliche Gerichtsbarkeit über die Entscheidung ob ein offizielles Dokument in einem Verfahren Verwendung findet, soweit dieses das öffentliche Interesse gefährden kann oder die Staatssicherheit beeinträchtigt.

### Court of Appeal
Der Court of Appeal besteht neben dem Chief Justice aus nicht weniger als zehn weiteren Richtern, die in wenigstens zwölf Jahren Berufserfahrung neben ihrer fachlichen Befähigung auch besondere charakterliche und moralische Fähigkeiten ausgeprägt haben müssen. Dem Chief Justice steht es zu, für einzelne Fälle gewisse andere Richter aus den anderen obersten Gerichten (Supreme Court, Court of Appeal, High Court and Regional Tribunals) in den Court of Appeal auf Zeit zu berufen.
Eine Kammer des Court of Appeal besteht grundsätzlich aus drei Richtern, von denen der Dienstälteste den Vorsitz führt. Der Court of Appeal ist die Berufungsinstanz für alle Urteile, Entscheidungen und Weisungen des High Court und der Regional Tribunals. Grundsätzlich können die Angelegenheiten vor dem Court of Appeal auch von einem Einzelrichter entschieden werden. Dies ist jedoch nicht möglich, wenn im laufenden Verfahren eine frühere Entscheidung des Court of Appeal abgeändert oder aufgehoben werden soll; hierfür sind drei Richter des Court of Appeal zuständig.

### High Court
Der High Court in Ghana besteht neben dem Chief Justice aus nicht weniger als 20 weiteren Richtern, die in wenigstens zehn Jahren Berufserfahrung fachliche, charakterliche und moralischen Fähigkeiten unter Beweis gestellt hat. Neben diesen Richtern können durch den Chief Justice im Bedarfsfall weitere Richter auf Zeit ernannt werden. Die Zusammensetzung des High Court ist sehr unterschiedlich und beurteilt sich nach der Art der zu treffenden Entscheidung. Grundsätzlich entscheidet der Einzelrichter. Zu diesem tritt in teilweise eine Jury hinzu oder Beisitzer. Drei Richter des High Court entscheiden im Fall der Anklage wegen Hochverrats.
Dem High Court steht das Recht und die Pflicht zu, die fundamentalen Menschenrechte zu sichern. Zu diesem Zwecke steht dem High Court auch die Überwachung der unteren Gerichtsbarkeit zu.

### Regional Tribunals
In jeder Region Ghanas ist nach der Verfassung ein regionales Gericht (Regional Tribunal) einzurichten. Diese bestehen jeweils aus dem Chief Justice, einem Vorsitzenden und weiteren „Richtern“, die Anwälte sein können jedoch nicht zwingend sein müssen. Die weiteren „Richter“ werden vom Chief Justice ernannt. Das Regional Tribunal entscheidet durch den Vorsitzenden und den weiteren Mitgliedern der Kammer. Den Vorsitz eines Regional Tribunals kann nur ein Jurist führen, der bereits eine Zeit Richter am High Court gewesen ist. Die weiteren „Richter“ des Regional Tribunals müssen keine juristisch Ausbildung haben, jedoch hohen charakterliche und moralische Fähigkeiten haben. Den regionalen Gerichten soll vom Parlament ihre Gerichtsbarkeit zugewiesen werden. Die Verfassung trifft hierzu keine weiteren Regelungen.

### Ernennungen, Dienstende
Der Chief Justice wird unter Konsultierung des Parlamentes vom Präsidenten Ghanas ernannt. Der Präsident ernennt die weiteren Richter des Supreme Court nach Beratung mit dem Judicial Councils (Rechtsrat) sowie dem Rat des Staates (Council of State) unter Zustimmung des Parlamentes. Die Richter des Court of Appeal, des High Court und die Vorsitzenden der Regional Tribunals ernennt der Präsident nach dem Vorschlag des Judicial Councils (Rechtsrates). Die weiteren „Richter“ der Regional Tribunals werden innerhalb der Regionen benannt unter Beteiligung des Regional Co-ordinating Councils.
Ab dem Alter von sechzig Jahren kann die Dienstzeit eines Richters der höheren Gerichte einschließlich der Vorsitzenden der Regional Tribunals in der Pension enden. Ein Richter kann im Falle von schwerwiegenden Verfehlungen aus dem Amt entfernt werden. Jederzeit kann ein Richter auch freiwillig aus dem Amt scheiden, in dem er einen schriftlichen Antrag beim Präsidenten einreicht.
Um einen Richter aus dem Amt zu entheben, ist eine Petition an den Präsidenten notwendig, der den Fall dem Chief Justice übergibt. Soweit eine Amtsenthebung stattfinden soll, beruft der Chief Justice eine Kommission aus drei Richtern der höheren Gerichte ein, die von weiteren Personen aus dem Justice Council und zwei unabhängigen Nichtjuristen ergänzt werden, die ebenfalls vom Chief Justice bekannt werden. Die Kommission Prüft den Einzelfall und leitet die notwendigen Untersuchungen ein.
Es ist auch möglich eine Petition zur Amtsenthebung des Chief Justice einzureichen. In diesem Fall beruft der Präsident Mitglieder des Council of State, zwei Richtern des Supreme Court sowie drei andere Nichtjuristen zu einer Kommission, die dem Präsidenten nach einer Prüfung der Sachlage den Rat erteilen wird, ob hier eine Abberufung des Chief Justice zu erfolgen hat.

### Judicial Council
Ein Judicial Council (Rechtsrat) wird eingerichtet. Der Chief Justice ist nicht nur Mitglied, sondern führt auch den Vorsitz. Weitere Mitglieder sind:
- der General-Staatsanwalt
- ein Richter des Supreme Court, der von diesem Gericht ernannt wurde
- ein Richter des Court of Appeal, der von diesem Gericht ernannt wurde
- ein Richter des High Court, der von diesem Gericht ernannt wurde
- zwei Vertreter der Rechtsanwaltskammer in Ghana
- ein Vertreter der Vorsitzenden der Regional Tribunals, der von diesen benannt wird
- ein Repräsentant der unteren Gerichte und Tribunale
- der Richter Advocate-General der ghanaischen Streitkräfte
- der Leiter der Rechtsabteilung der Polizei
- der Herausgeber des Ghana Law Reports
- ein Repräsentant des Verbandes der Angestellten im juristischen Dienst, nominiert von dem Verband
- ein Stammeshäuptling (Chief) nominiert von der Nationalen Versammlung der Stammeshäuptlinge
- vier Nichtjuristen, nominiert durch das Parlament

Die Aufgabe des Judicial Council ist der Regierung Reformen der Judikative vorzuschlagen und ein Forum zu bieten, um juristische Angelegenheiten auf höchster Ebene zu diskutieren. Auch bei der Abberufung von Richtern aufgrund einer schwerwiegenden Verfehlung im Amt hat das Judicial Council seine Aufgabe.

## Medien
Abschnitt 12 (Paragraphen 162 bis 173) befasst sich mit der Freiheit und Unabhängigkeit der Medien. Die Freiheit der Medien und der Presse werden garantiert. Ausdrücklich dürften Herausgeber von Zeitungen und anderen Massenmedien nicht kontrolliert werden. Die staatlichen Medieneinrichtungen haben den freien und fairen Zugang zu gewährleisten. Eine nationale Medien Kommission wurde eingerichtet, die für die Freiheit der Medien Sorge tragen soll.

## Finanzverfassung
Abschnitt 13 (Paragraphen 174 bis 189) regelt die Finanzverfassung in Ghana.
In Ghana ist eine Steuer nur zu erheben, nachdem diese durch Rechtsakt festgesetzt wurde.
Nach der Verfassung ist es der Regierung nicht möglich Kredite anzufordern, ohne zuvor durch das Parlament hierzu bevollmächtigt worden zu sein. Das Parlament ist auch befugt die Bedingungen und Umstände der Kreditvergabe zu bestimmen sowie den Zweck eines solchen Kredits. Der Finanzminister hat das Parlament auf dessen Aufforderung über den Stand der Kredite und die Finanzen allgemein zu informieren.
Die Bank of Ghana ist die Zentralbank von Ghana und hat die Währungshoheit. Die Aufgaben der Bank of Ghana sind dabei vor allem die Überwachung der Stabilität der ghanaischen Währung, die Regulierung des Finanzsystems im Interesse eines wirtschaftlichen Fortschritts in Ghana sowie die wirtschaftliche Entwicklung des Landes zu fördern.
Der Direktor (Governer) der Bank of Ghana hat jegliche Finanztransaktionen zu Unterbinden, die gegen geltendes Recht verstoßen. Der Direktor der Bank of Ghana wird dabei vom Präsidenten unter Beratung durch den Staatsrat für die Dauer von vier Jahren ernannt. Er kann nur aus wichtigem Grund, ähnlich wie der Chief of Justice oder die Richter der obersten Gerichte, vom Amt abberufen werden.
Im Parlament wird ein Ausschuss der Finanzen gebildet, der die Arbeit der Bank of Ghana überwacht. Der Audit-General (oberster Wirtschaftsprüfer) hat die Bank of Ghana am Ende des Finanzjahres zu prüfen und dem Parlament einen Prüfungsbericht vorlegen.
Es wird ein Statistikamt eingerichtet (Statistical Service) dem der Regierungsstatistiker (Governmental Statistican) vorsteht, der vom Präsidenten unter Beratung mit dem Staatsrat ernannt wird.
Der oberste Wirtschaftsprüfer (Audit-General) Ghanas steht einem öffentlichen Büro vor und wird nicht extern beauftragt. Von diesem Amt sind alle Konten des Staates, der öffentlichen Einrichtungen wie den Gerichten, den Universitäten und anderen öffentlichen Stellen, die durch einen Akt des Parlamentes ins Leben gerufen wurden, zu prüfen.
Neben dem Audit-General ist ein Wirtschaftsprüfungsdienst einzurichten, der die Bedingungen und Umstände des öffentlichen Dienstes überwacht.

## Öffentlicher Dienst
In Ghana wird in Abschnitt 14 (Paragraphen 190 bis 199) der Verfassung der öffentliche Dienst beschrieben. Danach soll in Ghana der öffentliche Dienst
- den allgemeinen zivilen öffentlichen Dienst in einer regionalen oder lokalen Verwaltung
- den Dienst in der Rechtsprechung (Judikative)
- den Prüfungsdienst
- der Dienst im Erziehungswesen
- den Gefängnisdienst
- den parlamentarischen Dienst
- den Dienst im Gesundheitswesen
- den statistischen Dienst
- den Dienst in der nationalen Feuerwehr
- den Customs, Excise and Preventive Service
- den Dienst für interne Angelegenheiten
- den Polizeidienst
- den Dienst im Immigration Service (Ausländeramt)
- den Dienst im Rechtswesen

umfassen.
Es soll eine Kommission für den öffentlichen Dienst zur Kontrolle und Überwachung des öffentlichen Dienstes eingerichtet werden.

## Polizei
Die Einrichtung eines Polizeidienstes wird in Abschnitt 15 (Paragraphen 200 bis 204) der Verfassung Ghanas bestimmt. Ausdrücklich wird dem Parlament Ghanas als einziger Instanz zugebilligt einen Polizeidienst einzusetzen. Die Polizei soll Recht und Ordnung einhalten.
Zur Kontrolle der Polizei wird ein Polizeirat eingesetzt, der neben dem ghanaischen Vizepräsidenten, dem Innenminister auch aus dem Generalinspekteur der Polizei, dem Generalstaatsanwalt oder einem Repräsentanten, einem Anwalt aus der ghanaische Anwaltskammer, einem Repräsentanten der Polizeibeamten im Ruhestand und zwei aktiven Mitgliedern der Polizei besteht.
Der Generalinspekteur der Polizei wird vom Präsidenten ernannt und hat unter Hilfe des Polizeirates die Kontrolle über die Amtsausführung der Polizei sowie die Überwachung der Verwaltung. Grundsätzlich steht dem Präsidenten Ghanas die Ernennung der Polizeibeamten zu, doch kann er dieses Recht auch an den Polizeirat delegieren sowie an ein Komitee.
Der Polizeirat berät den Präsidenten in Angelegenheiten der Polizeikräfte inklusive der Finanzen, der Verwaltung und interner Angelegenheiten wie die Vergütung des Polizeidienstes. Für jede Region in Ghana soll ein Polizeikomitee eingerichtet werden. Die Aufgabe dieses regionalen Polizeikomitees besteht darin dem Polizeirat in Angelegenheiten, die eine Auswirkung aus der entsprechenden Region haben beratend zur Seite zu stehen.

## Gefängnisdienst
Unter Abschnitt 16 (Paragraphen 205 bis 209) der Verfassung von Ghana wird der Gefängnisdienst eingerichtet. Ähnlich wie zur Verwaltung und Überwachung des Polizeidienstes wir auch für den Gefängnisdienst ein Gefängnisrat eingerichtet, der neben dem Vizepräsidenten auch dem Innenminister besteht. Ferner ist Mitglied des Gefängnisrates der Generaldirektor des Gefängnisdienstes, ein medizinischer Berater, der von der Ghana Medical Association ernannt wird, ein Anwalt der ghanaischen Anwaltskammer, der Generalstaatsanwalt oder ein Repräsentant sowie der Minister oder ein Repräsentant des Ministeriums für Soziales und je ein Repräsentant der religiösen Gemeinschaften, die der Präsident beruft, zwei Mitglieder des Gefängnisdienstes, ein Repräsentant der Versammlung der Stammeshäuptlinge (House of Chiefs).
Der Generaldirektor der Gefängnisse wird durch den Präsidenten ernannt. Seine Aufgabe besteht vor allem in der Kontrolle und Überwachung des Gefängnisdienstes. Der Präsident hat wiederum die Verantwortung der Ernennung es Gefängnispersonals, die er jedoch auf den Gefängnisrat übertragen kann.
Der Gefängnisrat hat gegenüber dem Präsidenten eine beratende Rolle im Hinblick auf die Verwaltung des Gefängnisdienstes inne und berät in finanziellen Angelegenheiten ebenso wie bei der Aufgabe der Verwaltung der Gefängnisse und Ernennung von Bediensteten im Gefängnisdienst. Der Gefängnisrat hat unter anderem Sicherzustellen, dass Anwälte und andere Personen in rechtlicher Beratung freien Zugang zu den Gefängnisinsassen haben.
Für jede Region soll ein regionales Gefängniskomitee eingerichtet werden, das den Gefängnisrat in Angelegenheiten berät und unterstützt, die sich mit regionalen Fragen und Besonderheiten befassen.

## Militär
Das Militär in Ghana wird in Abschnitt 17 (Paragraphen 210 bis 215) der Verfassung geregelt. Grundsätzlich besteht nach der Verfassung das Militär in Ghana aus der Armee, der Marine und der Luftwaffe sowie aus Einheiten, die durch das Parlament eingerichtet werden. Außer dem Parlament ist keine Macht im Staate bemächtigt militärische Einheiten einzuberufen. Ausdrücklich wird der Armee lediglich die Rolle der Landesverteidigung zugewiesen und dem Präsidenten das Oberkommando gegeben.
Für das Militär soll ein Militärrat eingerichtet werden, der aus dem Vizepräsidenten, dem Minister für Verteidigung, den Außenminister und dem Innenminister sowie verschiedenen Personen aus dem Militär (Chief of Defence Staff, Service Chief) neben zwei Personen, die durch den Präsidenten ernannt werden. Sowohl der Chief of Defence Staff als auch der Service Chief wird vom Präsidenten ernannt.
Der Militärrat soll den Präsidenten beraten bei Fragen der Verteidigungsstrategien inklusive der Rolle des Militärs, dem Verteidigungsetat, den Finanzen, der Verwaltung und Ernennung von Offizieren ab dem Rang des Lieutenant Colonel oder eines entsprechenden Rangs. Der Präsident kann seine Aufgaben gegenüber dem Militär grundsätzlich an den Militärrat übertragen oder an ein Mitglied des Militärrates.
siehe auch: Streitkräfte Ghanas

## Menschenrechtskommission und Verwaltungsgerechtigkeit
In Abschnitt 18 (Paragraphen 216 bis 230) wird normiert, dass eine Kommission zur Überwachung der Menschenrechte und der Verwaltungsgerechtigkeit (Kommission on human Rights and Administrative Justice) eingerichtet werden soll. Diese Kommission soll neben dem Beauftragten für Menschenrechte und Verwaltungsgerechtigkeit aus 2 weiteren Beauftragten bestehen. Der Präsident benennt die Mitglieder dieser Kommission. Das Parlament bestimmt die Aufgaben der Menschenrechtskommission und ihre Pflichten. Diese bestehen hauptsächlich in der Ermittlung von Menschenrechtsverletzungen, Ungerechtigkeiten und der Untersuchung von Beschwerden gegen einen öffentlich Bediensteten.
Zudem soll diese Kommission in der Öffentlichkeit ein Verständnis für die Menschenrechte bilden und die Korruption bekämpfen. Jährlich soll die Kommission das Parlament über den Stand der Dinge unterrichten.
Der Menschenrechtskommission werden dabei vom Parlament die entsprechend Rechte per Gesetz eingeräumt. So soll die Kommission das Recht zur Befragung haben und gewisse Dokumente anzufordern. Die Rechte der Kommission beziehen sich jedoch nicht auf Verstöße, die bereits vor Gericht verhandelt werden sowie Beziehungen der Regierung auf internationaler Ebene. Auch die Gnadenakte der Regierung sollen nicht überprüft werden.
Der Kommissar und seine Berater sollen nicht in einem anderen öffentlichen Amt stehen.

## Kommission für Zivile Erziehung
Die Kommission für Zivile Erziehung soll gemäß Abschnitt 19 (Paragraphen 231 bis 239) durch das Parlament eingesetzt werden und neben dem Vorsitzenden aus zwei Beratern und vier weiteren Personen bestehen. Die Kommissionsmitglieder sollen das passive Wahlrecht haben, dürfen jedoch keiner politischen Partei angehören. Die Kommission soll in der Gesellschaft das Bewusstsein für die verfassungsmäßigen Rechte und Prinzipien wecken. Auch soll die Gesellschaft durch die Arbeit der Kommission in die Lage versetzt werden die Verfassung zu stärken und gegen Angriffe zu verteidigen.

## Dezentralisation und lokale Verwaltung
Ghana soll gemäß Abschnitt 20 (Paragraphen 240 bis 256) der Verfassung durch die Einrichtung von lokalen Verwaltungen und Regierungen praktisch dezentralisiert werden. Den lokalen Regierungen soll durch das Parlament in gewissen Themenbereichen die Verantwortung übertragen werden. Die lokalen Verwaltungen und Regierungen sollen ein eigenes Budget zur Erfüllung ihrer Aufgaben erhalten. Die Aufteilung in Distrikte (Districts) soll zur Erfüllung der Dezentralisation führen.
Das Parlament ist berechtigt die Einrichtung oder Grenzziehung der einzelnen Distrikte zu bestimmen. Über die lokale Einheit soll ein Distriktrat (District Assembly) die einzige Recht setzende, ausführende und verwaltende Macht haben. Ein Distriktrat (District Assembly) soll aus folgenden Personen bestehen:
- eine Person einer jeden lokalen Regierung, innerhalb des Distriktes, die vor Ort gewählt wurde
- Mitglieder des ghanaischen Parlamentes, die ihren Wahlkreis im Distrikt haben, ohne im Rat das Stimmrecht zu haben
- Anderen Mitgliedern, die vom Präsidenten bestimmt werden und insgesamt die Zahl von 30 Prozent der Mitglieder des Rates des Distrikts nicht überschreiten dürfen.

Jede lokale Verwaltung (Distriktrat oder District Assembly) wählt aus ihren Reihen einen Vorsitzenden (Bürgermeister oder District Chief Executive), der nur gewählt ist, wenn er zwei Drittel des Distriktrates auf sich vereint. Dieser District Chief Executiv ist im Distrikt der Repräsentant der zentralen Regierung und verantwortlich für das Alltagsgeschäft.
Die Wahlen zu dem jeweiligen Distriktrat sollen alle vier Jahre abgehalten werden.
Siehe auch: Bezirke in Ghana

## Land und natürliche Ressourcen
Hauptartikel: Bergbau in Ghana
Das öffentliche Land wird durch den Präsidenten für Ghana gemäß Abschnitt 21 (Paragraphen 257 bis 269) verwaltet. Jede Mine zur Gewinnung der natürlichen Ressourcen Ghanas, ob im Tagebau, Tiefbau durch die Ausbeutung von Flüssen oder in der Wirtschaftszone Ghanas, gehört dem Staat Ghana.
Eine Landkommission soll eingerichtet werden, die in Zusammenarbeit mit der öffentlichen Agenturen und Regierungseinrichtungen das öffentliche Land verwalten soll. Diese Kommission soll auch beratenden Funktionen im Hinblick auf regionale, lokale oder traditionelle Machthaber und Institutionen. Der Minister für das öffentliche Land und die natürlichen Ressourcen kann in Abstimmung mit dem Präsidenten Rahmenbedingungen setzten an die sich die Kommission zu halten hat.
Die Kommission für das öffentliche Land und die natürlichen Ressourcen hat folgende Mitglieder:
- der Vorsitzende (entweder Staatsminister oder Vizestaatsminister)
- ein Repräsentant des Nationalrates der Stammeshäuptlinge (National House of Chiefs)
- ein Repräsentant der ghanaischen Anwaltskammer
- ein Repräsentant des ghanaischen Instituts der Landvermesser
- ein Repräsentant jeder regionalen Landkommission
- ein Repräsentant der Abteilung für Städteplanung und Flurplanung
- ein Repräsentant der Nationalen Vereinigung der Bauern und Fischer
- ein Repräsentant des Umweltschutzrates
- der Minister für Land und natürliche Ressourcen
- der Vorsitzende der Landkommission, der auch gleichzeitig das ausführenden Organ der Kommission darstellt

Die Landkommission soll in jeder Region eine Vertretung unterhalten, deren Besetzung die Paragraphen 260 und 261 der Verfassung regeln.
In Ghana kann kein Land auf Dauer von einem Nicht-Bürger erworben werden.
In Ghana gibt es sog. Stuhlland (Stool land), das durch den Inhaber des königlichen Thrones für dieses Gebiet auf der Basis des traditionellen Rechts durch den Stammeshäuptling (Chief) vergeben werden kann.

## Chieftancy
Die Einrichtung der Stammeshäuptlinge sowie die Organisation des traditionellen Rates um den Stammeshäuptling sind von Verfassungswegen in Abschnitt 22 (Paragraphen 270 bis 277) garantiert. Es wird als Verfassungsorgan der Nationale Rat der Stammeshäuptlinge (National House of Chiefs) eingerichtet. Die Mitglieder des Nationalrates der Stammeshäuptlinge werden von den Regionalen Räten der Stammeshäuptlinge zu den Haupt-Häuptlingen gewählt. Gibt es in einer Region weniger als fünf Haupt-Häuptlinge, so sind in den Nationalen Rat der Häuptlinge auch Stammeshäuptlinge kleinerer Einheiten zu entsenden, die insgesamt die Sitze der Region im Nationalrat der Häuptlinge besetzen.
Die Aufgabe des Nationalrates der Stammeshäuptlinge ist die Beratung eines Verfassungsorgans im Fall von Fragen und Aufgaben, die auch die Stellung und Aufgaben der Stammeshäuptlinge betreffen. Der Nationalrat der Stammeshäuptlinge soll die Studien, Interpretationen und Kodifikation des Gewohnheitsrechts übernehmen.
Der Nationalrat der Stammeshäuptlinge hat die Berufungsgerichtsbarkeit in Fragen der Stammeshäuptlinge. Die Entscheidungen des Nationalrates der Stammeshäuptlinge werden nur durch den Supreme Court überprüft. Zur Gerichtsbarkeit wird von dem Nationalrat der Stammeshäuptling ein Rechtsprechungskomitee eingerichtet, das aus fünf Personen des Nationalrates besteht und von einem Anwalt unterstützt wird, der durch den Nationalrat der Stammeshäuptlinge ernannt wird.
Für jede Region in Ghana ist ein regionaler Rat der Stammeshäuptlinge einzurichten. Die Aufgaben entsprechen denen des Nationalrates der Stammeshäuptlinge aus regionaler Ebene.
Allgemein regelt die Verfassung, dass ein Stammeshäuptling nicht für das Amt geeignet ist, wenn er eines schweren Straftatbestands überführt wurde. Ein Stammeshäuptling soll nicht in der aktiven Parteipolitik teilnehmen. Soweit ein Stammeshäuptling an den Parlamentswahlen teilnehmen möchte, so soll er sein Amt als Stammeshäuptling niederlegen.

## Untersuchungskommission
Durch den Präsidenten ist nach Abschnitt 23 (Paragraphen 278 bis 283) eine Untersuchungskommission einzusetzen, die in öffentlichem Interesse Untersuchungen durchführt. Diese Kommission ist einzurichten, wenn der Präsident die Einrichtung für notwendig hält, der Staatsrat die Einrichtung für ratsam hält oder das Parlament über die Einrichtung entscheidet.
Mitglieder der Kommission können nur Richter der höheren Gerichtsbarkeit werden, oder eine Person die für das Amt eines Richters der höheren Gerichtsbarkeit grundsätzlich qualifiziert ist oder in Ansehung der zur Entscheidung stehenden Frage besondere Sachkenntnis besitzt.
Die Untersuchungskommission soll an Rechten, Macht und Privilegien dem High Court gleichgestellt sein, soweit es um die Befragung von Zeugen, die Abnahme eines Eides oder die Einsichtnahme in Dokumente geht. Die Untersuchungskommission soll einen vollen und ehrlichen Bericht abgeben über die zur Untersuchung stehende Frage. Der Bericht der Untersuchungskommission ist zu veröffentlichen.

## Verhaltenskodex für Bedienstete des öffentlichen Dienstes
In Abschnitt 24 (Paragraphen 284 bis 288) der Verfassung wird für die Bediensteten im öffentlichen Dienst ein Verhaltenskodex aufgestellt. Eine im öffentlichen Dienst beschäftigte Person soll nicht dienstlich handelt, wenn er sich in einem Konflikt mit der seinen persönlichen Interessen befindet. So soll keine Person zu einem Vorsitzenden einer öffentlichen Körperschaft ernannt werden, solange er in dieser Institution noch eine Ausführende Position innehat.

## Verfassungsänderung
In Abschnitt 25 (Paragraphen 289 bis 292) der Verfassung von Ghana wird grundsätzlich nur das Parlament ermächtigt Änderungen der Verfassung vorzunehmen. Änderungen sind nur durchzuführen, wenn sie der Ergänzung der Verfassung dienen und in Übereinstimmung mit der Verfassung erlassen wurden.

## Verschiedenes
Unter dem Abschnitt 26 (Paragraphen 293 bis 299) der Verfassung werden noch Punkte unter der Zusammenfassung „Verschiedenes“ abgehandelt. Hierunter fällt beispielsweise das Petitionsrecht. Auch wird eine Art freier Rechtshilfe (Legal Aid) gewährt. Darunter fällt auch die Vertretung vor Gericht durch einen Anwalt. Auch in Abschnitt 26 werden in der Verfassung häufig verwendete Begriffe definiert.